# Biegi narciarskie na Mistrzostwach Świata Juniorów w Narciarstwie Klasycznym 2017
Biegi narciarskie na 37. mistrzostwach świata juniorów odbywały się w dniach 30 stycznia–5 lutego 2017 roku w amerykańskim ośrodku narciarskim Soldier Hollow nieopodal Park City. Zawodnicy i zawodniczki rywalizowali łącznie w 14 konkurencjach, w dwóch kategoriach wiekowych: juniorów oraz młodzieżowców.

## Wyniki juniorów
| Miejsce | Zawodnik              | Czas    | Strata |
| ------- | --------------------- | ------- | ------ |
|         | Janosch Brugger       | 3:43,00 | –      |
|         | Petter Stakston       | 3:43,04 | +0,04  |
|         | Herman Martens Meyer  | 3:46,83 | +3,83  |
| 4.      | Thomas Helland Larsen | 3:54,32 | +11,32 |
| 5.      | Verneri Suhonen       | 3:55,97 | +12,97 |
| 6.      | Jo Svinsås            | 3:59,42 | +16,42 |
| ...     |                       |         |        |
| 46.     | Mateusz Haratyk       | –       | –      |

| Miejsce | Zawodniczka       | Czas    | Strata |
| ------- | ----------------- | ------- | ------ |
|         | Polina Niekrasowa | 3:34,60 | –      |
|         | Antonia Fräbel    | 3:38,16 | +3,56  |
|         | Coletta Rydzek    | 3:39,18 | +4,58  |
| 4.      | Anita Korva       | 3:42,75 | +8,15  |
| 5.      | Mathilde Myhrvold | 3:49,17 | +14,57 |
| 6.      | Emma Ribom        | 3:56,40 | +21,80 |
| ...     |                   |         |        |
| 47.     | Klaudia Kołodziej | –       | –      |
| 51.     | Agata Warło       | –       | –      |

| Miejsce | Zawodnik                | Czas    | Strata  |
| ------- | ----------------------- | ------- | ------- |
|         | Władisław Wieczkanow    | 23:08,6 | –       |
|         | Jegor Kazarinow         | 23:16,5 | +7,9    |
|         | Jarosław Ryboczkin      | 23:21,9 | +13,3   |
| 4.      | Harald Østberg Amundsen | 23:23,8 | +15,2   |
| 5.      | Kiriłł Kiłiwniuk        | 23:47,1 | +38,5   |
| 6.      | Janosch Brugger         | 23:47,2 | +38,6   |
| ...     |                         |         |         |
| 25.     | Mateusz Haratyk         | 25:04,8 | +1:56,2 |

| Miejsce | Zawodniczka           | Czas    | Strata  |
| ------- | --------------------- | ------- | ------- |
|         | Ebba Andersson        | 12:45,4 | –       |
|         | Marte Mæhlum Johansen | 12:59,2 | +13,8   |
|         | Marija Istomina       | 13:00,7 | +15,3   |
| 4.      | Anna Comarella        | 13:03,9 | +18,5   |
| 5.      | Katharine Ogden       | 13:07,2 | +21,8   |
| 6.      | Flora Dolci           | 13:24,4 | +39,0   |
| ...     |                       |         |         |
| 49.     | Agata Warło           | 15:11,2 | +2:25,8 |
| 50.     | Klaudia Kołodziej     | 15:13,5 | +2:28,1 |

| Miejsce | Zawodnik                | Czas    | Strata  |
| ------- | ----------------------- | ------- | ------- |
|         | Władisław Wieczkanow    | 49:40,5 | –       |
|         | Thomas Helland Larsen   | 49:42,4 | +1,9    |
|         | Harald Østberg Amundsen | 49:42,7 | +2,2    |
| 4.      | Jegor Kazarinow         | 49:49,9 | +9,4    |
| 5.      | Simone Daprà            | 50:11,2 | +30,7   |
| 6.      | Hugo Lapalus            | 50:11,7 | +31,2   |
| ...     |                         |         |         |
| 27.     | Mateusz Haratyk         | 52:57,1 | +3:16,6 |

| Miejsce | Zawodniczka           | Czas    | Strata  |
| ------- | --------------------- | ------- | ------- |
|         | Marte Mæhlum Johansen | 27:17,3 | –       |
|         | Ebba Andersson        | 27:23,9 | +6,6    |
|         | Katharine Ogden       | 27:27,7 | +10,4   |
| 4.      | Anna Comarella        | 28:08,9 | +51,6   |
| 5.      | Eveliina Piippo       | 28:16,0 | +58,7   |
| 6.      | Antonia Fräbel        | 28:46,4 | +1:29,1 |
| ...     |                       |         |         |
| 42.     | Klaudia Kołodziej     | 32:47,8 | +5:30,5 |
| 43.     | Agata Warło           | 33:08,8 | +5:51,5 |

| Miejsce | Państwo    | Zawodnicy                                                                              | Czas    | Strata  |
| ------- | ---------- | -------------------------------------------------------------------------------------- | ------- | ------- |
|         | Norwegia   | Herman Martens Meyer Jon Rolf Skamo Hope Harald Østberg Amundsen Thomas Helland Larsen | 49:36,1 | –       |
|         | Rosja      | Jegor Kazarinow Kiriłł Kiłiwniuk Jarosław Ryboczkin Władisław Wieczkanow               | 49:36,5 | +0,4    |
|         | Francja    | Martin Collet Camille Laude Hugo Lapalus Arnaud Chautemps                              | 50:41,5 | +1:05,4 |
| 4.      | Niemcy     | Janosch Brugger Jakob Leismüller Albert Küchler Jacob Vogt                             | 52:15,6 | +2:39,5 |
| 5.      | Szwajcaria | Livio Matossi Andri Schlittler Maurus Lozza Dario Imwinkelried                         | 53:39,6 | +4:03,5 |
| 6.      | Czechy     | Karel Macháč Adam Matouš Tomáš Kalivoda Jan Pechoušek                                  | 53:39,8 | +4:03,7 |

| Miejsce | Państwo           | Zawodniczki                                                        | Czas    | Strata  |
| ------- | ----------------- | ------------------------------------------------------------------ | ------- | ------- |
|         | Rosja             | Polina Niekrasowa Lidija Durkina Anna Żerebjatiewa Marija Istomina | 34:45,3 | –       |
|         | Włochy            | Martina Bellini Anna Comarella Francesca Franchi Cristina Pittin   | 35:05,9 | +20,6   |
|         | Stany Zjednoczone | Hailey Swirbul Julia Kern Hannah Halvorsen Katharine Ogden         | 35:11,1 | +25,8   |
| 4.      | Francja           | Juliette Ducordeau Flora Dolci Laura Chamiot-Maitral Léna Quintin  | 35:50,3 | +1:05,0 |
| 5.      | Szwecja           | Frida Karlsson Moa Lundgren Maja Majbäck Moa Olsson                | 36:05,6 | +1:20,3 |
| 6.      | Niemcy            | Antonia Fräbel Julia Richter Katherine Sauerbrey Coletta Rydzek    | 36:29,5 | +1:44,2 |

## Wyniki młodzieżowców U23
| Miejsce | Zawodnik                   | Czas    | Strata |
| ------- | -------------------------- | ------- | ------ |
|         | Fredrik Riseth             | 3:32,78 | –      |
|         | Aleksandr Bolszunow        | 3:33,83 | +1,05  |
|         | Joachim Aurland            | 3:35,08 | +2,30  |
| 4.      | Aleksiej Czerwotkin        | 3:48,27 | +15,49 |
| 5.      | Chrisander Skjønberg Holth | 3:52,97 | +20,19 |
| 6.      | Andriej Sobakarew          | 4:18,23 | +45,45 |
| ...     |                            |         |        |
| 11.     | Kamil Bury                 | –       | –      |
| 23.     | Dominik Bury               | –       | –      |

| Miejsce | Zawodniczka       | Czas    | Strata   |
| ------- | ----------------- | ------- | -------- |
|         | Anna Dyvik        | 3:32,40 | –        |
|         | Thea Krokan Murud | 3:35,82 | +3,42    |
|         | Maja Dahlqvist    | 3:36,16 | +3,76    |
| 4.      | Lovise Heimdal    | 3:38,43 | +6,03    |
| 5.      | Sofie Krehl       | 4:05,74 | +33,34   |
| 6.      | Lotta Udnes Weng  | 4:45,57 | +1:13,17 |
| ...     |                   |         |          |
| 31.     | Urszula Łętocha   | –       | –        |

| Miejsce | Zawodnik                | Czas    | Strata  |
| ------- | ----------------------- | ------- | ------- |
|         | Aleksandr Bolszunow     | 32:55,7 | –       |
|         | Aleksiej Czerwotkin     | 33:17,5 | +21,8   |
|         | Dienis Spicow           | 33:23,9 | +28,2   |
| 4.      | Irineu Esteve Altimiras | 33:45,8 | +50,1   |
| 5.      | Gaute Kvåle             | 33:48,7 | +53,0   |
| 6.      | Sebastiano Pellegrin    | 33:50,5 | +54,8   |
| ...     |                         |         |         |
| 10.     | Dominik Bury            | 34:13,9 | +1:18,2 |
| 31.     | Kamil Bury              | 36:02,2 | +3:06,5 |

| Miejsce | Zawodniczka      | Czas    | Strata  |
| ------- | ---------------- | ------- | ------- |
|         | Anna Dyvik       | 26:14,0 | –       |
|         | Tiril Udnes Weng | 26:30,8 | +16,8   |
|         | Lovise Heimdal   | 26:37,0 | +23,0   |
| 4.      | Lotta Udnes Weng | 26:37,1 | +23,1   |
| 5.      | Monica Tomasini  | 26:47,8 | +33,8   |
| 6.      | Jana Kirpiczenko | 26:54,3 | +40,3   |
| ...     |                  |         |         |
| 34.     | Urszula Łętocha  | 29:15,3 | +3:01,3 |

| Miejsce | Zawodnik            | Czas      | Strata  |
| ------- | ------------------- | --------- | ------- |
|         | Aleksandr Bolszunow | 1:15:31,5 | –       |
|         | Aleksiej Czerwotkin | 1:15:31,7 | +0,2    |
|         | Dienis Spicow       | 1:15:32,0 | +0,5    |
| 4.      | Jules Lapierre      | 1:15:43,0 | +11,5   |
| 5.      | Jason Rüesch        | 1:15:45,8 | +14,3   |
| 6.      | Gaute Kvåle         | 1:16:04,5 | +33,0   |
| ...     |                     |           |         |
| 34.     | Kamil Bury          | 1:24:48,4 | +9:16,9 |
| DNF     | Dominik Bury        | –         | –       |

| Miejsce | Zawodniczka       | Czas    | Strata  |
| ------- | ----------------- | ------- | ------- |
|         | Lotta Udnes Weng  | 40:50,9 | –       |
|         | Johanna Matintalo | 40:54,7 | +3,8    |
|         | Jana Kirpiczenko  | 41:04,8 | +13,9   |
| 4.      | Tiril Udnes Weng  | 41:06,5 | +15,6   |
| 5.      | Maja Dahlqvist    | 41:11,9 | +21,0   |
| 6.      | Pia Fink          | 41:14,5 | +23,6   |
| ...     |                   |         |         |
| 37.     | Urszula Łętocha   | 46:47,6 | +5:56,7 |

## Klasyfikacja medalowa
| Miejsce | Państwo           |   |   |   | złoto · srebro · brąz |
| ------- | ----------------- | - | - | - | --------------------- |
| 1.      | Rosja             | 6 | 5 | 5 | 16                    |
| 2.      | Norwegia          | 4 | 5 | 4 | 13                    |
| 3.      | Szwecja           | 3 | 1 | 1 | 5                     |
| 4.      | Niemcy            | 1 | 1 | 1 | 3                     |
| 5.      | Finlandia         | 0 | 1 | 0 | 1                     |
| 5.      | Włochy            | 0 | 1 | 0 | 1                     |
| 7.      | Stany Zjednoczone | 0 | 0 | 2 | 2                     |
| 8.      | Francja           | 0 | 0 | 1 | 1                     |